# دوریان مورتلت
دوریان مورتلت (فرانسوی: Dorian Mortelette‎؛ زادهٔ ۲۴ نوامبر ۱۹۸۳) قایقران روئینگ اهل فرانسه است.